# Naoussa (Paros)
Naoussa (en griego: Νάουσα) es una pintoresca ciudad portuaria situada al norte de la isla griega de Paros.Según el censo de 2011, cuenta con 2.468 habitantes, aunque sumando los nueve pueblos y asentamientos circundantes, así como diez islas deshabitadas, forma el distrito homónimo del municipio de Paros, alcanzando un total de 3.124 habitantes.

## Ubicación
Naoussa se ubica en el extremo sur de la bahía que lleva su nombre, Ormos Naoussa, a unos diez kilómetros de Parikia, la capital de la isla. Es la segunda localidad más importante de Paros y dispone del segundo puerto en relevancia, aunque no cuenta con conexiones regulares de ferry. El pueblo se extiende en torno a un pequeño puerto pesquero, rodeado de calles estrechas y casas encaladas de blanco, fieles a la arquitectura cicládica tradicional.
Aunque en el propio núcleo urbano no hay grandes playas, en los alrededores se encuentran algunas de las más bellas de la isla, como Kolymbithres, Monastiri y Laggeri, conocidas por sus aguas cristalinas y paisajes únicos. Desde el puerto, pequeñas embarcaciones trasladan a los visitantes a estas playas durante todo el día. En las últimas décadas, el turismo ha cobrado cada vez más importancia, aunque Naoussa mantiene un ambiente más tranquilo y menos masificado que Parikia, con numerosas tabernas junto al mar y una animada vida nocturna, pero sin perder su esencia tradicional.
La carretera principal de la isla conecta Naoussa con Parikia, y existe un servicio regular de autobuses entre ambas localidades, con una frecuencia de al menos una vez por hora.

## Historia
No se conservan datos exactos sobre los primeros habitantes de la zona, aunque se estima que estuvo poblada ya hacia el 2800 a. C., como lo demuestran los restos de un antiguo cementerio cicládico. Entre los años 1200 y 700 a. C., existió un asentamiento fortificado en Koukounaries, en la parte occidental de la bahía. En el siglo VIII a. C., había otro asentamiento en la zona suroeste de la bahía. Durante la época romana, el puerto de Naoussa adquirió fama por ser punto de exportación del célebre mármol de Paros hacia todo el Mediterráneo.
Tras las incursiones árabes de los siglos IX y X, Naoussa se convirtió en la capital de facto de la isla. Del periodo veneciano aún se conserva una torre redonda del antiguo castillo veneciano, situada en el puerto, que es uno de los monumentos más emblemáticos del pueblo. Además, destaca la presencia de una Iglesia católica que alberga tres lápidas de caballeros francos. En el siglo XVII se construyó en una colina cercana el monasterio de Zoodochos Pigi, conocido también como Longovarda, en honor a su fundador.
Durante la sexta guerra turca veneciana (1645-1669) (1645/1660-1669), el puerto de Naoussa sirvió como cuartel general de la flota veneciana. Más tarde, en la  sexta guerra ruso-turca (1768-1774), la flota rusa, comandada por Alexei Orlov, estableció aquí su base. Esta circunstancia fue aprovechada por los ortodoxos para hostigar a la comunidad católica, lo que provocó la emigración de la mayoría de los católicos de la isla.

## Weblinks
- Wikimedia Commons alberga una categoría multimedia sobre Naoussa.